# Тераса Падована
Тера̀са Падова̀на (на италиански: Terrassa Padovana) е малко градче и община в Северна Италия, провинция Падуа, регион Венето. Разположено е на 6 m надморска височина. Населението на общината е 2606 души (към 2010 г.).